# Аль-Кувейт (стадион)
Спортивный многофункциональный стадион Аль-Кувейт Кайфан (араб. ملعب نادي الكويت‎) находится в городе Кайфан, Кувейт. В основном, используется для футбольных матчей и принимает матчи футбольного клуба «Аль-Кувейт». Стадион вмещает 18 500 человек. Стадион также принимал матчи сборной Кувейта в отборочном турнире чемпионата мира по футболу 2010 года, на который команда не смогла выйти, финальные матчи Кубка эмира и Кубка кронпринца в течение последних[каких?] пяти сезонов. Сборная Кувейта играла на нём свои домашние матчи на Кубке наций Персидского залива в 1974 году, в котором Кувейт выиграл свой третий титул.